# Pó
Pour l’article ayant un titre homophone, voir Pô.
Pó est une freguesia (terme administratif désignant une sous-division de la commune), faisant partie de la commune de Bombarral, du district de Leiria située dans la sous-région de l’Ouest.
Avec une superficie de 5,68 km2 et une population de 940 habitants (2001), cette freguesia possède une densité de 165,5 hab/km2. Son activité première est la production de plants de vigne greffés (bacelo) destinés au marché national et mondial.

## Municipalités limitrophes
|nord=Óbidos
|nord-est=Caldas da Rainha
|ouest=Peniche
|sud-ouest=Lourinhã
|sud=Torres Vedras
|est=Cadaval